# Saint-Clair-sur-les-Monts
Saint-Clair-sur-les-Monts è un comune francese di 650 abitanti situato nel dipartimento della Senna Marittima nella regione della Normandia.

## Società

### Evoluzione demografica
Abitanti censiti